# Lituaria amoyensis
Lituaria amoyensis är en korallart som beskrevs av Koo 1935. Lituaria amoyensis ingår i släktet Lituaria och familjen Veretillidae. Inga underarter finns listade i Catalogue of Life.